# Manuel Bartolomé Cossío
Manuel Bartolomé Cossío, né à Haro le 22 février 1857 et mort à Collado Mediano le 2 septembre 1935, est un pédagogue et historien espagnol, dont le parcours est lié à l'Institution libre d'enseignement (ILE).
Il a été l'élève de Francisco Giner de los Rios, son collègue et son successeur à l'ILE. Il laisse une étude monumentale sur l’œuvre du Greco. 
Il est considéré comme l'une des figures les plus importantes de la pédagogie espagnole de 1882 à 1935.

## Biographie
Fils de Natalia Cossío Salinas et du juge Patricio Bartolomé Flores, il passe son enfance à Aranda de Duero, Sepúlveda et Arévalo.

### Formation
Après une scolarité à Ávila, il entre en 1868 à l'internat de l'Escurial où il reçoit une éducation religieuse stricte. À la mort de son père, en mars 1871, sa mère s'installe à Madrid. Il entre à l'Université Centrale pour étudier la philosophie, les lettres, les beaux-arts et l'archéologie. Il se liera d'amitié avec Marcelino Menéndez y Pelayo, Leopoldo Alas et Joaquín Costa.
Il est l'un des premières élèves de l'Institution libre d'enseignement à sa fondation en 1876 et il se rapproche très rapidement de Francisco Giner de los Rios, l'un des fondateurs de l'école. Ce dernier l'envoie à l'Université de Bologne en 1879, comme il avait envoyé auparavant son frère Hermenegildo Giner de los Ríos.
Le jeune Manuel y étudie l'histoire, les arts, la pédagogie et la philosophie. Il est particulièrement impressionné par les cours de littérature de Giosuè Carducci. En 1882, il entre en tant que professeur d'histoire de l'art à l'école des beaux-arts de Barcelone, puis dirige le Museo Pedagógico de Primera Enseñanza, plus tard appelé Museo Pedagógico Nacional.
En 1885, il passe son doctorat, après avoir suivi les cours de métaphysique de Nicolás Salmerón à l'Université centrale.
En 1886, le gouvernement l'envoie visiter les établissements scolaires de France, de Belgique, des Pays-Bas et du Royaume-Uni avec Francisco Giner de los Ríos et un groupe d'étudiants de l'ILE. Il publie, ensuite, Historia de la pintura española.
En 1887, le Museo Pedagógico Nacional organise les premières colonies scolaires à San Vicente de la Barquera, en Cantabrie.  

### Âge adulte

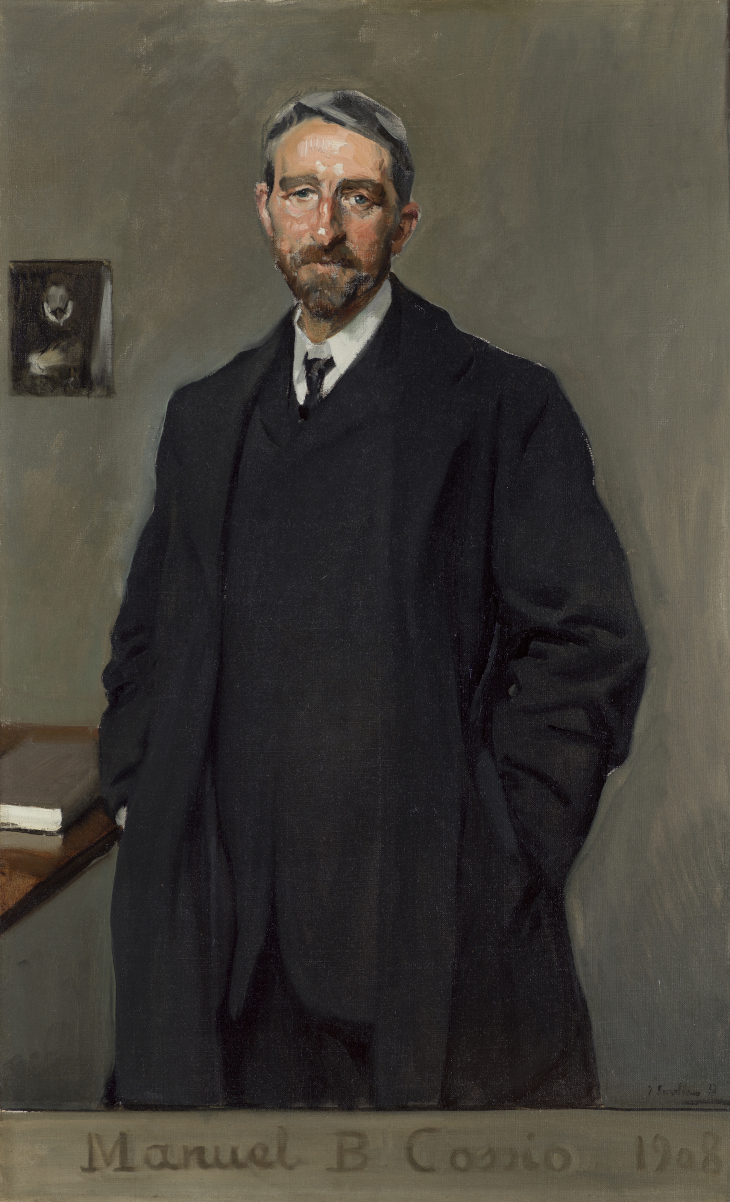
Joaquín Sorolla, Portrait de Manuel Bartolomé Cossío (1908).

Le 9 août 1893, Bartolomé Cossío, à 36 ans, se marie avec Carmen López Viqueira, au Portugal. Le couple aura deux enfants : Natalia (1894) et Julia (1900).
En 1905, il participe à Bilbao à la conférence "Le maître, l'école et le matériel d'enseignement" qui pose les bases de la rénovation de l'école en Espagne. 
En 1908, il publie El Greco, œuvre maîtresse, et devient le devient le chercheur référent sur le maître espagnol.
La même année, Joaquín Sorolla peint deux portraits de lui.
Il se rend également à Pau où est mort Nicolás Salmerón, le professeur qu'il admirait.
En 1914, à l'occasion du centenaire du Greco, il publie Lo que se sabe de la vida del Greco.
Sa fille Natalia épouse en 1917 Alberto Jiménez Fraud, le directeur de la Residencia de Estudiantes de Madrid.

### Dernières années
En 1926 se célèbre le cinquantenaire de l'ILE. Cossío rédige le programme pédagogique de l'institution.
Il prend sa retraite en 1929.  
La Escuela Cossío, dirigée par José Navarro Alcácer, est créée à Valence en 1930. Elle accueille les étudiants jusqu'à la fin de la guerre d'Espagne.
La même année, Cossío, malade, part à Genève suivre un traitement médical.
Il rentre en Espagne alors que la République est proclamée (1931). Il voit devenir réalité le vieux rêve partagé avec Francisco Giner de los Rios : la mise en place des Misiones Pedagógicas, dont le gouvernement républicain le nomme président. En juin, il est élu député à l'Assemblée constituante. En 1934, la République le nomme citoyen d'honneur. 
Il meurt le 2 septembre 1935 à 78 ans. Il repose dans la même sépulture que Julián Sanz del Río, Francisco Giner de los Ríos, Fernando de Castro y Pajares et Gumersindo de Azcárate, au cimetière civil de Madrid. 